# Emilio Lorenzo
Emilio Lorenzo Criado (Puerto Seguro, 10 de junio de 1918 - Madrid, 2 de julio de 2002)  fue un catedrático de lingüística germánica de la Universidad Complutense de Madrid, miembro de la Real Academia desde 1981 hasta 2002 y autor de numerosos libros y artículos en diversos medios de comunicación sobre la lengua española. Además fue galardonado con la medalla al mérito de la RFA .Fue nombrado Doctor Honoris Causa por las universidades de Salamanca y Sevilla.

## Biografía
Maestro de lingüistas, impulsor de los estudios de Filología moderna en la Universidad española, Emilio Lorenzo obtuvo la licenciatura en Filosofía y Letras por la Universidad de Madrid y amplió sus estudios en Múnich. En 1942 alcanzó el grado de Doctor en Filología Moderna, desempeñando después la primera cátedra universitaria de Lenguas Modernas en España.
Lector de español en la Universidad de Bonn. Profesor de lengua y literatura españolas en la Universidad de Pennsylvania ( curso 1947-1948 ) y en el Instituto de España en Londres ( 1949 - 1953 )
Ya catedrático de Instituto, en 1958 obtuvo la cátedra de Lingüística Germánica (Inglesa y Alemana) en la Universidad Complutense, en la que se dedicó a la docencia hasta su jubilación, y en la que fundó en 1960, y dirigió hasta 1975, la revista "Filología Moderna", la primera de su especialidad en España.
Estuvo muy vinculado a la Universidad Internacional Menéndez Pelayo de Santander, donde dirigió los cursos de español para extranjeros desde 1966 hasta 1980 y de la que fue vicerrector de 1972 a 1980.
Fue elegido miembro de número de la Real Academia Española en enero de 1980 en sustitución de Tomás Navarro. Su candidatura fue presentada por Gonzalo Torrente Ballester, Carmen Conde y Emilio Alarcos y ocupó hasta su fallecimiento el sillón h. Dentro de la RAE, formó parte de la Comisión de Gramática, y como lexicógrafo merece especial mención su labor de revisión, para la 21ª Edición del Diccionario de la RAE, de las palabras que comienzan con las iniciales A - D.
Emilio Lorenzo fue el primer miembro español electo en 1952  de la Philological Society, patrocinadora y editora del Oxford English Dictionary, poseía la Medalla Goethe de Plata (1964) concedida por el Goethe Institut        ( distinción que poseen solamente 5 españoles ) , http://www.goethe.de/uun/gme/enindex.htm, la Gran Cruz del Mérito de la RFA y era Chevalier des Palmes  Académiques de la República Francesa. Medalla de Honor de la UIMP https://web.archive.org/web/20100918142839/http://www.uimp.es/institucional/medallasuimp.html.  Doctor honoris causa por las universidades de Sevilla y Salamanca, Presidente honorario de la Asociación Española de Estudios Angloamericanos, Presidente honorario de la Asociación Española de Profesores Oficiales de Lenguas Modernas,  Socio de honor de la Asociación Profesional Española de Traductores e Intérpretes y Colegial de honor del Colegio de Doctores y Licenciados de Madrid. Miembro del Consejo Rector de la Fundación Antonio de Nebrija. Catedrático Emérito de la Facultad de Filología de la Universidad Complutense. 
El Profesor Lorenzo impartió cursos y conferencias en casi todas las Universidades españolas, en siete de la Gran Bretaña ( Southampton, Edimburgo, Londres, Oxford... ), en cinco de Alemania, cuatro de los Estados Unidos, y en Italia, Bélgica, Dinamarca, Suecia, Finlandia y Marruecos.

## Obra
Además de numerosos artículos publicados en revistas especializadas y en periódicos ( era colaborador del diario ABC ) , es autor de los libros El español de hoy, lengua en ebullición, El español y otras lenguas,  Inglés  COU de Anaya, Ejercicios de Vocabulario, Lengua y vida españolas,  Utrum lingua an loquentes ?, El anglicismo en la España de hoy, Consideraciones de la lengua coloquial,  El español en la encrucijada, El Observatorio de la Lengua, Anglicismos hispánicos, Lecciones de Arquitectura, Lengua, Literatura y Ciencia en colaboración con Modesto López Otero, Dámaso Alonso y Federico Mayor Zaragoza.  
Como traductor, destacan su traducción del Cantar de los Nibelungos del alto alemán antiguo al español, y de las Obras selectas de Jonathan Swift, con Los viajes de Gulliver. 
| Predecesor: Tomás Navarro Tomás | Académico de la Real Academia Española Silla h 1981-2002 | Sucesor: José Manuel Blecua Perdices |

- Datos: Q5831178